# 歷史否定主義
歷史否定主義，又稱竄改歷史、修改歷史或改寫歷史（偽史），指一切出于各种目的、自觉或不自觉地歪曲、忽略、迴避、销毁历史事实的书写或偽作、捏造歷史。

## 修正主義
歷史否定主義有時也會被誤稱為歷史修正主義，但這是有不同意義的學術名詞。在歷史編纂學中，歷史修正主義（英語：historical revisionism）指根據以往被忽略的證據，重新解讀主流的歷史觀點。它通常意味挑戰被專業學者所持有的對一個歷史事件的傳統觀點，或引入新證據，或重新陳述參與人的動機和決策。
因為一些否定主義行為是同時間依賴新史料而進行，所以在個別行為，尤其是由歷史學家所作的研究，那是否定主義還是歷史修正主義，未必可以客觀區分。

## 動機
- 否認過去曾發生的大屠殺、種族滅絕、戰爭罪行
- 因各種意識形態或信仰而造成的利己史觀
- 種族優越論
- 執政者為了鞏固自身政權的穩定性所作出的利己行為（成王敗寇）

## 例子
「否定主義」是嚴重的指摘，而基於社會價值觀改變所作史實重新解釋也往往被爭議，兩者未必可以區分清楚，以下列舉一些例子：

### 否認猶太人大屠殺
伊朗前總統艾哈邁迪-內賈德在 2005年末宣稱「猶太人大屠殺是神話」，世界對此普遍嘩然。
著名二戰史學家大衛·艾文曾經就猶太人屠殺的具體進行方式有所質疑，例如使用毒氣室的效果，他因此被奧地利通緝。他在放棄有關屠殺質疑後入境奧地利，仍然被捕及囚禁，在刑滿開釋後不得再次進入奧地利。這個例子突顯了在懲罰否定主義者與包容歷史修正主義者時，兩者往往難以區分之矛盾。

### 否認耶穌基督的史實性
目前史學界的共識認為，《聖經》裡的耶穌基督是西元一世紀時期的史實人物，且是基督教建立的關鍵；多數的史學者，不論是否是基督徒，對於耶穌基督是史實人物且對基督教的建立至為重要這點，不會有爭議。
然而一直都有極少數否認耶穌基督史實性的人，嘗試用各種方法「證明」耶穌基督是早期基督徒虛構出來的人物，而這說法也得到一些非基督徒的支持。而認為耶穌基督不是史實人物的看法又稱「基督神話假說」。

### 日本歷史教科書爭議

#### 南京大屠杀争议
日本部分所谓的右翼人士一直试图弱化南京大屠杀的影响，包括将“30万人遇难”改为“10万人遇难”甚至是更少，或将其命名为“南京事件”以产生混淆。部分極端右翼人士甚至直接否定南京大屠杀的存在。

### 中华人民共和国历史教科书問題
- 辛亥革命：稱「資產階級革命」
- 孙中山：稱「民主革命先行者」
- 國民革命軍北伐：稱在中國共產黨推動下，廣東國民政府決定北伐
- 1979年中越戰爭：在中國大陸称“对越自卫反击战”
- 三年大饥荒时期：稱「三年自然災害」，新版刪去
- 信阳事件：回避
- 遵义事件：回避
- 文化大革命：曾称“十年浩劫”，教材改革之後則整合至“艱辛探索和建設成就”一課
- 康生、饶漱石、高岗、谢富治、陈伯达：迴避
- 六四事件：教科書基本上避而不談，在中國大陸称作“1989年春夏之交的政治风波”或1989年反革命暴乱[來源請求]。

#### 評論
纽约时报曾发表文章《中国歪曲、掩饰的历史学教科书》。
中华人民共和国的历史教科书实际上也是很多沿用了中华民国的历史教科书。不同的是中华人民共和国政府有时对于中国国民党的形象持和中华民国政府不同的负面看法，如称其在抗战期间「消极抗日，积极反共」，说蒋介石在抗日时“上山摘桃”，对于1948年后的中华民国宪法及政府也一度以「伪」称之，到近年两岸关系缓和之后，才开始出现转变。
- 中央研究院院士、普林斯頓大學教授余英時表示：中國大陸從1949年到現在沒有歷史，有的「歷史」都是假歷史，是為了政治宣傳而造出來的偽歷史。要揭穿偽歷史，只有將來學術完全自由以後，資料開放，根據原始資料說話才可以[6]。
- 费维恺（英语：Albert Feuerwerker）教授等認為：50與60年代的中國史學研究從研究「實際發生了什麼事」變成「證明應該發生什麼」（階級觀點），歷史淪為政治活動。[7][8]
- 复旦大学葛剑雄教授表示，歷史在中國還是政治的工具。[4]
- 前中共總書記趙紫陽的政治秘書鮑彤之子鮑朴表示，中共不需要客觀的歷史。中共基本的想法就是：歷史可以被改寫，作為國家的工具。但這需要不斷的箝制言論。[9]
- 德州大學奧斯汀分校李懷印教授的研究也認為：中國大陸從1949年後受意識形態主導，普遍歪曲或隱瞞歷史。[10][11]
- 中央黨校老教授杜光接受訪問時表示，「大陸掩蓋歷史真相的一些偽歷史，不應擴散到香港。」[12]
- 曾任《新聞自由導報》總編輯的吳仁華認為，中國共產黨的政權能夠維持，很重要的一個因素是隱瞞歷史和扭曲歷史。[13]
- 八九民主运动领袖王丹表示，中共統治下，有太多的歷史真相被掩埋了。整個中國現代史，將來都會重寫[14]。

中央黨校出版的理論雜誌《求是》，則將「還原歷史」、「重寫歷史」、「否定黨史、國史」的主張稱為「歷史虛無主義」。
中山大學教授袁偉時對中國歷史教科書史實錯誤的指責，
也被中央宣傳部的雜誌指為「歷史虛無主義」。
封從德認為，中共的“反对历史虚无主义”，是為了掩盖历史真相。

#### 封建論
欧洲中世纪的“封建”的特点是“领主、封臣、采邑”，这些特点与中国传统上西周的封建制基本一致，因此，当年在翻译西方文献时就把欧洲中世纪的制度翻译作中文的“封建”。西周的制度数千年来在中国都是称作“封建制”，秦至清的制度称为中央集权制，中央集权与封建刚好是相反的两个制度。封建主张“地方分权”，中央集权则反对“地方分权”。数千年来，这些概念绝无异议，至今台湾和世界其他国家的学者都一直如此称呼。 
西周的封建制早于欧洲中世纪的封建制，与马克思的社会發展五个階段理论完全不相容。马克思本人认为五个社会發展階段仅适用于西欧，指出东亚有特殊的“亚细亚生产方式”，但这一理论从苏联时代开始被扩大到全世界。中共上台后，为配合马克思列宁主义的社会發展五个階段理论，将秦至清的社会强行改称“封建社会”，而原本西周的封建则被强行改称“奴隶社会”、「分封制”。因此出现了秦朝开始，各朝代“在封建社会（地方分权）推行中央集权”的逻辑矛盾。　
此外，封建一词又被中共加上落后、迷信等特点。

#### 中国、中华民族的争议
在民族觀方面，中华人民共和国將中華民族定义为五十六个民族。
中華民族，是一個政治及國族概念，亦是中國近代民族主義建立國族的重要概念，該詞最早在晚清由梁啟超所提出，梁啟超的「中華民族」理論的前提，是在現階段承認中國境內各歷史－文化群體之間原本存在的差異和多元現象，但同時也樂見其一體化的趨勢，希望建立有如美國的國家，在未來成為無差別的大民族。
晚清時期，面對列強的威脅，中國知識分子出現了「亡國滅種」的危機感，其中一部分人將中國的危機歸咎於中國內部「異族」的統治，不滿清廷的民族壓迫和民族岐視政策，不满满族享受到满城等“超国民”待遇。這種認知在20世紀初發展成為漢民族主義 ，形成主張「驅除韃虜，恢復中華」的「革命黨」，而維新派則警告革命派的「排滿」種族革命主張可能導致國家分裂和列強干預的危險。另外，清末留日滿族和蒙古族人士及清朝官員在「國民」觀念的啟示下，對於中國族群關係「從多元到一體」的認知，影響了中華民國建立後的族群思想與族群政治。甲午戰爭後，清朝出现了最为严重的民族矛盾，由孫中山為代表的革命派紛紛參與革命，日益威脅著滿清統治權。為了度過自身低潮的統治時期，清朝統治者與以維新派為代表的漢族士大夫之間，取得了透過「變法維新」將君主專制轉化為君主立憲的共識，「五族共和」族群論述被晚清政府接納並且成為朝廷的官方族群政策，將自身定位為合「五族」、「五地」為一體的「中央」政府。與維新派相對立的是頑固派，兩者的實質都是為了維護清朝的統治。辛亥革命後，主張種族革命的革命派放棄種族復仇主義的主張，接受新成立的中華民族民族國家的立國理論基礎——「中華民族」觀念和「五族共和」政策。
2002 年，中國教育部認定現代的民族觀念與宋朝當年不同（或宋朝沒有民族觀念，都是與現代不同），把岳飛、文天祥等抗滿(也就是抗金)與抗蒙英雄剔出民族英雄之列，改稱為愛國英雄。
中國教育部對这些行为作出澄清，並且指出：「从50年代后期以来，在中小学的历史教学大纲和教材中，对岳飞的评价都是一以贯之的，不存在重新定义岳飞是否是‘民族英雄’的问题。岳飞、文天祥在中国历史上历来被认为是民族英雄，但学术界也存在着不同的学术观点。早在50年代后期的学术界，就有学者提出称岳飞为民族英雄是否会影响某些民族的情感。由于这个问题在学术界有分歧，因此不宜把这一类的学术讨论引入中小学教学大纲和教材。实际上社会公众对岳飞、文天祥这些历史人物高尚的道德品质、民族气节始终是歌颂和尊敬的，这一点也是我们进行中小学历史教育时一直遵循的」。
但实际上“岳飞在中国历史上历来被认为是民族英雄”本身就是历史修正主义。南宋建炎、绍兴时代真实的岳飞和南宋中后期历史学政治化之后被平反神化的岳飞是不一样的。详见《皇朝中兴纪事本末》、蔡涵墨《历史的严妆》。
台湾学者王健文和騰訊历史责编谌旭彬認為“華夷之辨”是中國古代極為重要的一套沒有民族意識存在的世界觀，古代中國發展出的“華夷之辨”自成體系，屬於一套不同於西方民族主義的世界觀。區別「華夷」的標準，在於是否遵循“禮治”以及是否接受「先進文明」（尤其是先進政治文明）的教化，而“不藉其地與其類”（與其居住地和部落族群無關）。華夏和四夷的界線不是以血統劃分，而是以文化為分別，這裡所謂文化是指生活習慣與政治形態。遼朝遼道宗亦以契丹之出身而自視為“中華”，以“禮法”、“文物”作為區分“夷”與“中華”的標準：“上世獯鬻、獫狁，盪無禮法，故謂之夷。吾修文物彬彬，不異中華，何嫌之有！”，“中華”在當時並非“民族”或“種族”概念，而是文化概念。南宋學者葉適在給皇帝的奏摺中說：“中原者我之地，中華者我之名，報復仇恥者我之義”，葉適以“中華”為南宋人命名，但其涵義，同樣與“民族”無關。學者指出，一個人是否“民族英雄”，最基本的前提是此人對“民族”必須要有“主觀認同”，然而包括岳飛在內的南宋人的“中華”是一種「文明共同體」，而非“民族（種族）共同體”；既無“民族認同”，岳飛自然不屬於“民族英雄”。
亦有評論指出「民族概念」的第一种释义是「基于『共同祖先语言或历史』而组成的领土国家」，按此释义岳飞自然是“民族英雄”；而“民族”的第二種释义是来源自德文“Volk”和“Nation”的翻译，德國哲學家約翰·戈特弗里德·赫爾德主张的“Volk”概念，其核心是将“民族”视为一个拥有共同语言、历史、文化的民族共同体，他将民族定义为“民族是一个具有独特语言和文化的共同体”。强调文化的一体性，较之于他者（异人种、异民族、异国民）而言，自然易用文化或文明概念来区别和划分自我与他者的优劣，“语言、历史、文化的共同体”本身就是“用文化或文明概念来区别和划分自我与他者”，换言之，所谓“文明共同体”本身就是德国源流的“民族”，说只有“文明共同体”而无“民族共同体”等于说“民族”不是“民族”是自我否认，是将同一内涵的概念冠上不同名字试图用其中一个否定另一个的做法，有如“白马非马”，指出當時南宋人的“中华”、“华夏”文明共同体即是“民族”共同体。
蒙元史學家姚大力認為文天祥是中國的歷史英雄，但卻並非後世所謂的「民族英雄」，認為他所以選擇慷慨赴死的理由更多基於一種王朝的遺民心態，其中沒有與新王朝勢不兩立的政治態度，更不含有後世所謂的「民族大義」：「正像元末明興這樣一個『華夏重光』的歷史時代，卻沒有結束異族統治，歌頌『民族大義』的頌歌，反而卻有底層的漢人為蒙元『異族』殉節，元遺民的事蹟提醒我們，今日人們揮之不去的民族主義意念，不是歷史上一向就存在的東西」。
東亞史學家宮崎市定指出元明鼎革與辛亥革命相比較，後者確實具有強烈的民族革命色彩，而前者則不然。遼金史學家劉浦江教授認為「與其說元明鼎革是一場民族革命，毋寧說它更多表現出階級鬥爭的性質。辛亥革命的成功，知識分子起了關鍵作用，但元末民變時士人不屑參加叛軍，叛軍也很少利用士人，這是元明革命攘夷色彩淡薄的一個重要原因......近半個多世紀以來，中外歷史學家已經逐漸認識到這樣一個事實：元明鼎革的性質主要是由階級矛盾引起的政治革命和社會革命，而並非像人們過去慣常理解的那樣是一場民族革命」。

#### 汉奸爭議
中國人類學家、日本東京大學教授王柯認為清末民初革命派的「漢奸」話語，其實是他們企圖在多民族國家的母體上，人工催生一個「漢族」單一民族國家時出現的「怪胎」。二十世紀初革命派接受近代民族主義的目的，其實不在於確認「民族」，而在於建立一個新型的國家──「民族國家」。民族不過是手段，國家才是目的。然而，因為現實的中國不可能成為單一民族國家，「漢奸」話語最終不過是強化了本來只是手段的民族意識而已。2002年末，有人以多民族國家為由表示不宜稱岳飛為「民族英雄」。對此中國人表現出來的憤怒，就是近代民族主義造成中國人將自己的政治認同最終歸結在民族，而不是中國的最好寫照。

#### 中国东北歷史的争议
中华人民共和国建国初期，因当时的政治环境及高句丽历史在中国历史上的份额不足，没有强调高句丽是中国历史这一看法，但也从来没有否认这一点。事实上，于1954年开始编撰到1973出版的《中国历史地图册》高句丽就已经被认作为中国的历史政权。这一看法也被1978年出版的《世界古代中世纪史》和1985年出版的《世界中世纪史》以及后来中国历次出版的历史地图册及教科书所继承。南北韩学术界认为中国的东北工程将原本朝鲜半岛历史的高句丽列为中国历史，是中国民族主义发展的结果，利用学术搞政治，并认为中国‘自古’就承认高句丽为朝鲜历史。

### 香港

#### 香港历史教科書争议
時任香港民建聯主席及立法會議員馬力在2007年5月15日發表淡化六四事件及否定鎮壓死傷的言論後，當地媒體發現市面上部分高中中國歷史教科書也在淡化事件及中央政府在事件的角色和責任，這顯示中央政府及親北京份子對待六四事件及抗戰角色等中國歷史主題時，與其所針對的日本歷史教科書內容問題採取雙重標準，一方面利用侵華戰爭的歷史對日本狂追猛打，另一方面卻不願正視自身的歷史真相。
2020年9月1日，林鄭月娥和教育局長楊潤雄表示香港並無三權分立，此說法牽起輿論大波。同日，在教育局網站發布並由當時是香港終審法院常任法官陳兆愷撰寫提及「香港三權分立」的《基本法、法治與香港的優勢》，被教育局從網站上移除，官方否定自己長期向社會各界及國際宣傳的香港優勢。

### 臺灣歷史教科書爭議
中華民國在民主進步黨陳水扁政府執執政時（2000年－2008年），開始去中國化，並強調臺灣主體性，從認為臺灣與中國一邊一國的角度編修歷史教科書，歷史教科書中的內容更改為台灣為一個國家、國名是中華民國的觀點，並以此將中華民國領土範圍依現狀界定為僅只於台澎金馬而無中國大陸，記述歷史的視角不再由中國出發，而是以臺灣為獨立國家的角度來看待周邊國家，這些修改反映了民進黨一邊一國的主張，質疑者以當時親民黨籍的立法委員李慶華為首質疑民進黨竄改教科書,後續也引發了正反兩極的各種討論。歷史教科書內容以台灣史為國家史，來看待台灣與中國等周邊國家的歷史關係；在使用文字上將「大陸」改稱「中國」、「中共」、「我國」改稱「臺灣」、採用「兩國」來取代「海峽兩岸」、「古人」改稱「中國古人」等。並且，重新檢視日本統治時期的各種歷史內容，以修訂由於過去對於抗日歷史過度著重，而使台灣人民對於日本統治時期的歷史內涵，未能有全面性的認識，因此，重新修改了教科書中對於日本殖民時期的各項內容，其中更將「日據」改稱「日治」，「光復後」改稱「終戰後」，且不使用孫中山為「國父」等有價值傾向的稱呼，而以此派學者認為較為中性的名詞來稱呼。同時，也将一些事件以較中立的方式，去漢族中心的方式重新解释，例如漢武帝「征伐」或「征討」匈奴改為「攻擊」匈奴，「武昌起義」改稱較中性的「武昌起事」，把秦始皇「統一中國」的内容去掉。
2012年6月，馬英九政府在歷史教科書定案出版前臨時「增聘」審定委員，主張中華文化為主體，不應切割中華文化和臺灣文化；聲稱50,000-5,500年前的長濱文化和4,000-3,000年前的華夏文明可能有關；以「荷據」（荷蘭佔據）或「荷領」（荷蘭佔領）取代「荷治」(荷蘭統治)，西班牙用語亦同；將「鄭氏王朝」、「東寧王國」改為「明鄭時期」；「日本統治」改為「日本殖民統治」，簡稱「日殖」而非「日治」時期；不使用「清領」而使用「清朝治理」或「清治」時期；刪除「臺灣地位未定論」等意見，因而被質疑為酬庸非歷史專業系所者，引發學術界部分人士抗議並於台灣連署資源運籌平台發起「『我是民眾，我反對竄改歷史』 搶救歷史教科書連署活動」，民間連署意見書送至教育部，要求比照辦理納入教科書。

### 韓國歷史教科書爭議
有關韓國歷史教科書稱山東、辽宁等中國省市為古朝鮮一部分，而近期在中国辽宁出土的青铜器也被韩国方面宣称为其先民所有，并在教科书上把该国的青铜器年代上推了一千年。韩国一些新的研究认为平壤城（阿斯达）不止一个，韩国岭南大学文化人类学副教授李忠奎曾在论文中提到：‘从20世纪60年代开始，韩国一些学者认为辽宁地区是古朝鲜先民活动的场所’，有人据此推断‘在今中国东北和朝鲜半岛各有一个平壤城。一个国家有两个首都在当时是很正常的。檀君朝鲜的首都其实位于中国东北，朝鲜的平壤只是檀君朝鲜的南部首都。’并有韩国教科书认为高句丽人占领乐浪郡前后的历史均为其民族历史，并把渤海国认定为高句丽的延续，也是民族北部历史。 

### 朝鲜主体史学歷史教科書爭議
自1950年代提出主體史學这一命题以来，朝鲜史学家们开始以新的观点分析和解释历史文献，在许多问题上得出与传统观点完全不同的结论。为了使这些成果固定下来，自1975年12月始着手编写主体史学著作《朝鲜全史》。
80年代初以后半岛内外环境发生重大变化，1986年朝鲜提出“朝鲜民族第一主义”。1989年苏东剧变后进一步强调“高度发扬民族第一精神”。据此反观1982年出齐的33卷本《朝鲜全史》，認為有些地方已落后于形势。如：
- 在内外复杂形势下对民众进行爱国主义教育时，宣传5000年悠久历史，灿烂古代文化乃重要内容。但《全史》在否定箕子朝鲜以后，卫满朝鲜以降迄今只有2000年，只有肯定檀君为史实才副其悠久。此外，传统史学承认箕子“设禁八条”教化民众，主体史学否定箕子东来以后，只有肯定传说中桓雄下凡时帝释之“弘益人间”的教导，方能在本土找到政治理念的最初源头。
- 传统的朝鲜历史承续表为古朝鲜（包括檀君朝鲜、箕子朝鲜、卫满朝鲜）——三国时代——统一新罗——高丽——朝鲜。以主体史学观之，此表重大缺陷一为有背主体，二是偏重南方。因此，1993年12月提出史学新体系，即古朝鲜（檀君朝鲜、卫满朝鲜）——高句丽——渤海——高丽——朝鲜。在新的史学体系中，箕子朝鲜被否定其存在，三国时代唯以高句丽为正统（其故土在北方，都平壤），新罗、百济降为割据，统一新罗因有背主体（事唐）失去其历史地位，渤海国虽不在半岛，但被认为是高句丽遗民所建国家，故可承续正统。

在这个新体系中，檀君占有龙头地位。据此史学新谱系，1993年5月和1994年1月先后修复高句丽东明王陵（位于平壤力浦区）和高丽太祖王陵（位于开城松岳山）。汉城（今首尔）是朝鲜最后一个封建王朝的都城，传统上被视为国家政治、文化中心。檀君陵挖掘后《劳动新闻》发表社论称：“檀君陵在平壤发现，说明平壤是朝鲜民族发祥地，是朝鲜民族国家形成和发展的中心。”
韩国学界对新近兴起的“檀君热”反应不一。有人认为此非学术，但也有人认为：“在开放时代，外国文物思潮汹涌而至，我民族文化及其正统性受到冲击。在这种情况下，最重要的是要把民族正统性和基础定位于檀君……檀君有无其人倒在其次，首要的是树立主体。”

### 田中奏摺爭議
田中奏摺之指張學良秘書王家楨收到蔡智堪聲稱抄下日本一份數萬字的奏摺，據蔡智堪所稱是日本首相田中義一給日本天皇的上書，轉載的內容公開田中義一侵略中國的野心。「田中奏摺」是香港八十年代教科書其中一個題目，較常被引用的是「欲征服世界，必先征服中國；欲征服中國，必先征服滿蒙」。
歐美各國曾證明「田中奏摺」是一份假文書、日本產經新聞二日、「正論」月刊，也揭發「田中奏摺」是偽造的，中國社會科學院蔣立峰表示「當今的主流是認為田中奏摺並不存在」。

### 美國歷史修正主義爭議
在美國，有歷史否定主義者主張：「美國沒有必要在日本投下原子彈」、「美國在日本投下原子彈是為了報復日本偷襲珍珠港」、「美國投下原子彈是為了向史達林示威」。美國學術界對這些主張都提出証據反駁。

## 爭議不強的歷史修正
一些基於社會價值觀改變所作史實重新解釋，因為新的社會值未被爭議，因此其相關的歷史修正的爭議亦不強。   

### 哥倫布「發現」新大陸
歷史學家在描述有關克里斯多福·哥倫布與其他西方人發現新大陸時，過去往往過度重視西方人的視角，忽略美洲先住民的生活文化與及西方人對美洲先住民的影響。在修正歷史後，歷史學家也同樣去研究美洲先住民的生活，而在使用「發現」一詞時，往往採用引用或斜體文字，以註明此「發現」與一般的發現略有不同。   
另外，歷史學家也考慮到維京人在哥倫布之前到達新大陸，但是他們對歷史影響不及哥倫布那麼強，因為哥倫布艦隊是首個回航匯報並以活字印刷術公告事蹟的事件。